# Calcio ai Giochi della XIX Olimpiade - Qualificazioni
Le qualificazioni al torneo di calcio alla XIX Olimpiade furono disputate da 76 squadre (20 europee, 8 sudamericane, 13 nord e centroamericane, 17 africane e 18 asiatiche).
Il Messico (Paese ospitante) e l'Ungheria (Campione olimpico in carica) ottennero la qualificazione automatica al torneo. Ad esse, si sarebbero aggiunte 4 squadre dall'Europa, 2 dal Sud America, 2 dal Nord/Centro America, 3 dall'Africa e 3 dall'Asia.

## Squadre qualificate
- Brasile
- Bulgaria
- Cecoslovacchia
- Colombia
- El Salvador
- Francia
- Giappone
- Guatemala

- Guinea
- Israele
- Marocco[1]
- Messico
- Nigeria
- Spagna
- Thailandia
- Ungheria